# سید محمد سادات ابراهیمی
سید محمد سادات ابراهیمی (زادهٔ ۱۳۵۰ ه‍.ش در شهرستان شوشتر)؛ نمایندهٔ ادوار هشتم و نهم و دوازدهم مجلس شورای اسلامی از حوزه انتخابیه شهرستان‌های شوشتر و گتوند است.

## تحصیلات
محمد سادات ابراهیمی دارای تحصیلات دانشگاهی با عنوان کارشناسی ارشد تاریخ اسلام می‌باشد و همچنین دارای مدرک تحصیلی در سطح‌دو حوزه می‌باشد. 

## مواضع سیاسی
وی از جمله معدود نمایندگانی بوده‌است که در زمان ریاست جمهوری "محمود احمدی نژاد" انتقادات تندی به دولت ایشان در حوزهٔ سیاسی، فرهنگی واقتصادی داشته‌است.
همچنین وی از پیشگامان حمایت از مذاکرات هسته ای و برجام بوده‌است و همواره با تیم هسته ای مواضع حمایتی داشته‌است.[1]
سادات ابراهیمی به صورت مستقل در انتخابات هشتمین، نهمین و دهمین دورهٔ مجلس شورای اسلامی شرکت نمود و حاضر به قرارگرفتن در لیست هیچ جناح سیاسی نشد.
وی در دو دوره حضور خود، به عنوان مشاور تقنین معاونت پارلمانی ریاست جمهوری و همچنین مشاور امور مجلس در ادارهٔ کل بانک کشاورزی می‌باشد.

## دیگر فعالیت‌های سیاسی
سادات ابراهیمی قبل از نمایندگی مردم در ادوار گذشته مجلس شورای اسلامی به عنوان ریاست عقیدتی سیاسی نیروی انتظامی شهرستان شوشتر و همچنین مدیریت حوزهٔ علمیه واحد شوشتر را در کارنامهٔ خود دارد.